# Sergio Reguilón
Sergio Reguilón Rodríguez (Madrid, 16 de diciembre de 1996) es un futbolista español que juega como defensa y se encuentra sin equipo.

## Trayectoria

### Inicios

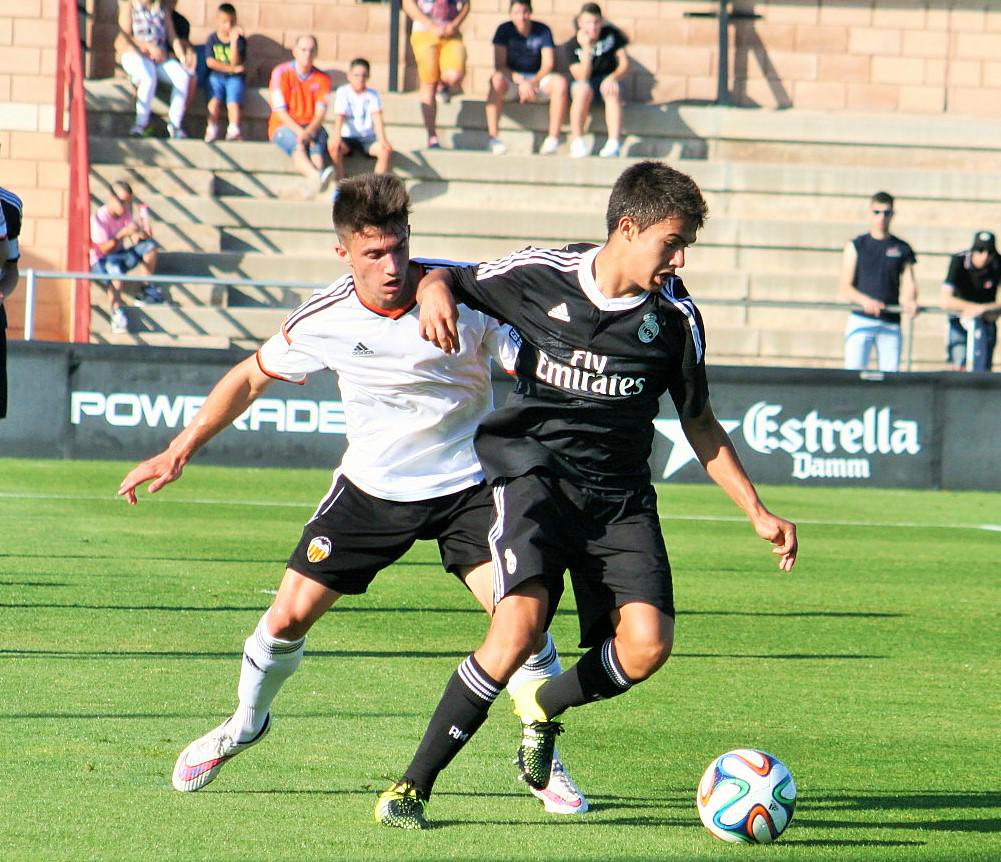
Reguilón con el Real Madrid Juvenil.

Reguilón es natural de Collado Villalba. A los nueve años empezó a jugar en la Fundación Real Madrid de Becerril, equipo donde se quedó hasta 2003 en que pasó a ser jugador del EFM Villalba. En 2005 abandonó el equipo villalbino y regresó al Real Madrid incorporándose en la categoría Benjamín A junto a su amigo Álvaro Tejero.
Tras mucho trabajo va superando todas las categorías destacando su año con el Juvenil A (2014-15), en el que participando en todas las competiciones, y de la mano de Luis Miguel Ramis, se convirtió en fundamental en el tramo final de la temporada jugando en la posición de central, atípica para él que siempre jugaba de lateral izquierdo.

#### Real Madrid Castilla y cesión la U. D. Logroñés
Finalizada su etapa juvenil, ascendió al Real Madrid Castilla, entrenado por Zinedine Zidane, equipo con el que debutó en partido no oficial, el 2 de agosto, ante la Gimnástica Segoviana Club de Fútbol anotando un gol. Tres días más tarde fue cedido a la U. D. Logroñés, que sería su primera experiencia en un equipo profesional. Tuvo además la como titular una eliminatoria a doble partido contra el Sevilla Fútbol Club.
Tras ascender Zinedine Zidane al primer equipo, el nuevo técnico del filial Luis Miguel Ramis pidió su regreso al Real Madrid Castilla. Su vuelta se hizo oficial el 15 de enero de 2016. Allí acabaría la temporada como titular indiscutible, además de ser primero de grupo. Finalmente, el filial no logró ascender a la categoría de plata. En dicha temporada, disputó 12 partidos con los blanquirrojos y 18 encuentros con el filial madridista.
En agosto de 2016 volvió a ser cedido a la U. D. Logroñés, donde se consolidó como titular. Su rendimiento fue excelente destacando el encuentro que disputó, el 2 de octubre, ante el Bilbao Athletic en el que anotó cuatro goles, uno de ellos con la colaboración de Olaetxea.
Terminada la cesión, se confirmó su regreso al Real Madrid Castilla poniéndose a la disposición de su técnico, Santiago Solari. Reguilón continuaría con su progresión y buenas actuaciones en el filial, llegando a ejercer como uno de los capitanes del equipo. En mayo de 2018, se anunció la renovación del jugador.

### Real Madrid Club de Fútbol

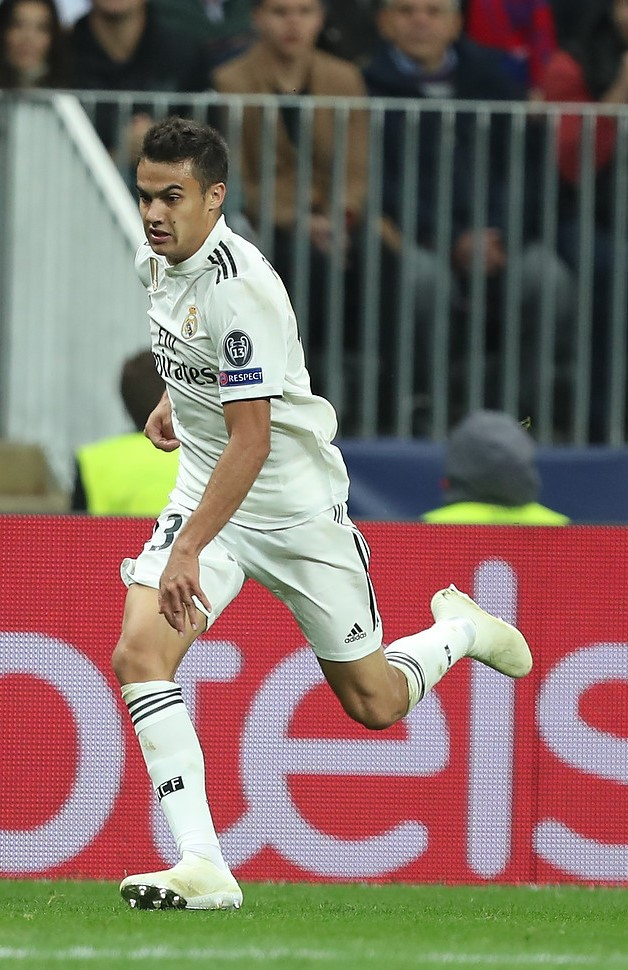
Sergio Reguilón en un partido contra el CSKA Moscú

El 25 de agosto de 2018, después de haber participado en la pretemporada, el entrenador Julen Lopetegui confirmó que Reguilón sería jugador de la primera plantilla en la campaña 2018-19. Unos días más tarde se confirmó que llevaría el dorsal "23".
Su debut con el Real Madrid se produjo, el 2 de octubre, en Liga de Campeones en una derrota por 1 a 0 ante el CSKA Moscú. El 3 de noviembre debutó en Primera División, bajo las órdenes de Solari, en un triunfo ante el Real Valladolid (2-0). Después de varios de meses fue aumentando su presencia en el once titular, dejando al veterano Marcelo en el banquillo.

#### Cesión al Sevilla
El 5 de julio de 2019 el Sevilla Fútbol Club hizo oficial su llegada como cedido una temporada sin opción de compra. En esta temporada fue una pieza fundamental para Julen Lopetegui y acabó obteniendo el cariño del sevillismo. El Sevilla estuvo pujando por el jugador hasta que le fue imposible igualar la oferta del Tottenham.

### Etapa en Inglaterra
El 19 de septiembre de 2020 el Real Madrid C. F. anunció su traspaso al Tottenham Hotspur F. C. En sus dos primeros años en el fútbol inglés disputó 67 partidos en los que logró dos goles. Al inicio del tercero quedó excluido de la gira de pretemporada del equipo al no contar para el entrenador Antonio Conte.

#### Cesiones
El 30 de agosto de 2022 volvió al fútbol español tras llegar cedido al Atlético de Madrid para toda la temporada. De cara a la siguiente regresó a Londres y volvió a ser cedido el 1 de septiembre al Manchester United F. C. Con los mancunianos disputó doce encuentros antes de finalizar la cesión a inicios de 2024. Unos días después acumuló un nuevo préstamo al Brentford F. C.
En la temporada 2024-25 se quedó en el Tottenham Hotspur y jugó seis partidos antes de quedar libre al término de la campaña debido a la finalización de su contrato.

## Selección nacional
El 21 de marzo de 2019 debutó como titular con la selección sub-21 en un amistoso ante Rumanía.
El 4 de octubre fue convocado para la absoluta para los encuentros contra Noruega y Suecia correspondientes a la clasificación para la Eurocopa 2020. Tuvo que esperar al 6 de septiembre de 2020 para realizar su debut; lo hizo saliendo de inicio en el triunfo por 4-0 ante Ucrania en la Liga de las Naciones de la UEFA 2020-21.

## Estadísticas

### Clubes
Actualizado al último partido jugado el 4 de junio de 2023. Resaltadas temporadas en calidad de cesión.
| Club | Temporada     | Div.          | Liga  | Liga  | Liga   | Copas (1) | Copas (1) | Copas (1) | Internacional (2) | Internacional (2) | Internacional (2) | Total (3) | Total (3) | Total (3) | Media goleadora |
| Club | Temporada     | Div.          | Part. | Goles | Asist. | Part.     | Goles     | Asist.    | Part.             | Goles             | Asist.            | Part.     | Goles     | Asist.    | Media goleadora |
| --- | ------------- | ------------- | ----- | ----- | ------ | --------- | --------- | --------- | ----------------- | ----------------- | ----------------- | --------- | --------- | --------- | --------------- |
| U. D. Logroñés · España | 2015-16       | 2.ª B         | 9     | –     | –      | 3         | –         | –         | Inaccesibles      | Inaccesibles      | Inaccesibles      | 12        | 0         | 0         | 0               |
| R. M. Castilla C. F. · España | 2015-16       | 2.ª B         | 14    | –     | –      | 4         | –         | –         | Inaccesibles      | Inaccesibles      | Inaccesibles      | 18        | 0         | 0         | 0               |
| U. D. Logroñés · España | 2016-17       | 2.ª B         | 30    | 8     | 1      | 1         | –         | –         | Inaccesibles      | Inaccesibles      | Inaccesibles      | 31        | 8         | 1         | 0.26            |
| U. D. Logroñés · España | Total         | Total         | 39    | 8     | 1      | 4         | 0         | 0         | 0                 | 0                 | 0                 | 43        | 8         | 1         | 0.19            |
| R. M. Castilla C. F. · España | 2017-18       | 2.ª B         | 30    | 2     | 4      | –         | –         | –         | Inaccesibles      | Inaccesibles      | Inaccesibles      | 30        | 2         | 4         | 0.07            |
| R. M. Castilla C. F. · España | Total         | Total         | 44    | 2     | 4      | 4         | 0         | 0         | 0                 | 0                 | 0                 | 48        | 2         | 4         | 0.04            |
| Real Madrid C. F. · España | 2018-19       | 1.ª           | 14    | –     | 2      | 4         | –         | –         | 4                 | –                 | 1                 | 22        | 0         | 3         | 0               |
| Real Madrid C. F. · España | Total         | Total         | 14    | 0     | 2      | 4         | 0         | 0         | 4                 | 0                 | 1                 | 22        | 0         | 3         | 0               |
| Sevilla F. C. · España | 2019-20       | 1.ª           | 31    | 2     | 4      | 2         | –         | –         | 5                 | 1                 | 1                 | 38        | 3         | 5         | 0.08            |
| Sevilla F. C. · España | Total         | Total         | 31    | 2     | 4      | 2         | 0         | 0         | 5                 | 1                 | 1                 | 38        | 3         | 5         | 0.08            |
| Tottenham Hotspur F. C. Inglaterra | 2020-21       | 1.ª           | 27    | –     | 3      | 4         | –         | 2         | 5                 | –                 | –                 | 36        | 0         | 5         | 0               |
| Tottenham Hotspur F. C. Inglaterra | 2021-22       | 1.ª           | 25    | 2     | 3      | 4         | –         | 0         | 2                 | –                 | –                 | 31        | 2         | 3         | 0.06            |
| Tottenham Hotspur F. C. Inglaterra | Total         | Total         | 52    | 2     | 6      | 8         | 0         | 2         | 7                 | 0                 | 0                 | 67        | 2         | 8         | 0.03            |
| Atlético de Madrid · España | 2022-23       | 1.ª           | 11    | 0     | 0      | 1         | 0         | 0         | –                 | –                 | –                 | 12        | 0         | 0         | 0               |
| Atlético de Madrid · España | Total         | Total         | 11    | 0     | 0      | 1         | 0         | 0         | 0                 | 0                 | 0                 | 12        | 0         | 0         | 0               |
| Total carrera | Total carrera | Total carrera | 191   | 14    | 18     | 23        | 0         | 2         | 16                | 1                 | 2                 | 230       | 15        | 21        | 0.07            |
| (1) Incluye datos de la Copa del Rey, Supercopa (2018-Act.), Copa de la Liga de Inglaterra (2020-Act.). En caso de equipo filial se refiere a partidos de play-off (2015-16). (2) Incluye datos de la Liga de Campeones, SuperCup, Mundial de Clubes (2018-19), Liga Europa (2019-20). (3) No incluye goles en partidos amistosos. |               |               |       |       |        |           |           |           |                   |                   |                   |           |           |           |                 |

#### Goles en competición internacional
Actualizado de acuerdo al último partido jugado el 1 de julio de 2022.
| 6 de agosto de 2020 | MSV-Arena, Duisburgo, Alemania | Sevilla F. C. | 2 | 0 | A. S. Roma |  | Liga Europa 2019-20 |

## Palmarés

### Títulos internacionales
| Título                 | Equipo            | Sede    | Año  |
| ---------------------- | ----------------- | ------- | ---- |
| Mundial de Clubes      | Real Madrid C. F. | EAU     | 2018 |
| Liga Europa de la UEFA | Sevilla F. C.     | Colonia | 2020 |

## Vida personal
Sus padres son procedentes de la provincia de Zamora. Su madre es natural de Piedrahíta de Castro, mientras que su padre se crio en Molacillos.
En el año 2019 empezó a salir con la influencer Marta Díaz, con quien asistió a la boda entre Sergio Ramos y Pilar Rubio. Su relación terminó en 2023.